# Liste der Monuments historiques in Courpalay
Die Liste der Monuments historiques in Courpalay führt die Monuments historiques in der französischen Gemeinde Courpalay auf.

## Liste der Bauwerke
| Bezeichnung               | Beschreibung | Standort                 | Kennzeichnung | Schutzstatus | Datum | Bild           |
| ------------------------- | ------------ | ------------------------ | ------------- | ------------ | ----- | -------------- |
| Schloss La Grange-Bléneau |              | (Lage)                   | PA00086910    | Inscrit      | 1942  | weitere Bilder |
| Getreidesilo              |              | 22, rue Lafayette (Lage) | PA77000013    | Inscrit      | 1998  |                |